# فرانک لووی
فرانک لووی (انگلیسی: Frank Lowy؛ زادهٔ ۲۲ اکتبر ۱۹۳۰) کارآفرین، بازرگان و مدیر ارشد اجرایی استرالیایی است، که در حال حاضر به‌عنوان رئیس هیئت مدیره شرکت وست‌فیلد فعالیت می‌کند. وی این شرکت را در سال ۱۹۶۰ تأسیس کرد.